# مونجان نجانا
مونجان نجانا (بالإنجليزية: Mungan- Ngana)‏ البطل شعبي في أساطير استراليا علم الناس الحرف المختلفة وأعطاهم أسماءها. أما ابنه فهو الذي علمهم احتفالات الترسيم. وعندما وصلت هذه الاحتفالات إلى علم النساء اشعل مونجان - نجانا النار فيما بين السموات والأرض، وقتل جميع الناس باستثناء ابنه وزوجته اللذان أسسا قبيلة کورناي.